# Skoman-skylten

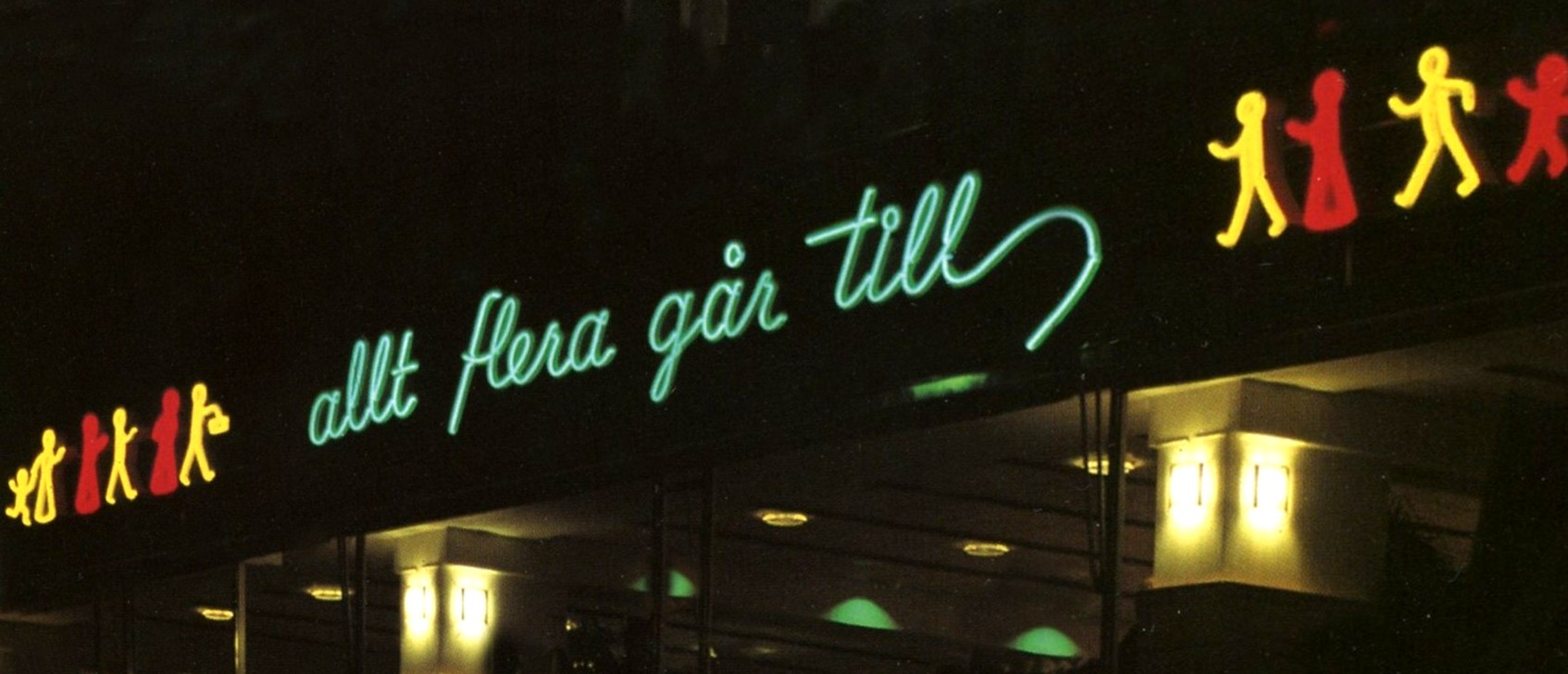
Skoman: "allt flera går till", 1999.

Skoman-skylten var en klassisk neonskylt som fanns på Citypalatset mot Hamngatan i Stockholm. Skylten härrörde från början av 1940-talet. På Citypalatset fanns ytterligare två intressanta neonskyltar; BEA:s neonflygplan och Aftonbladets jättetermometer, alla tre är numera nertagna.

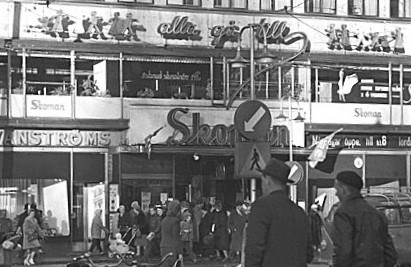
Citypalatset och Skoman-skylten 1958.

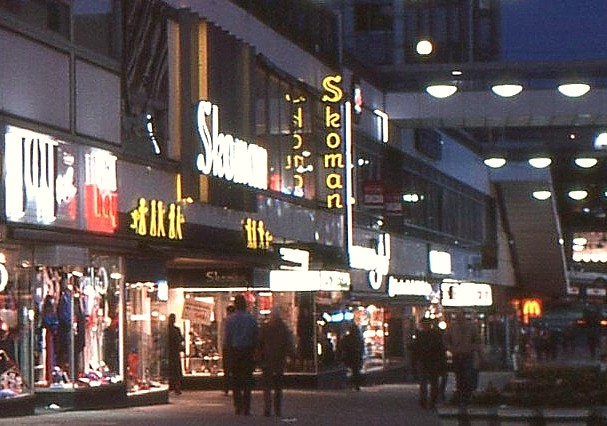
Skomanskylten på Sergelgatan 1986.

Citypalatsets uppfördes åren 1930-32 efter arkitekt Ivar Tengboms ritningar. Fasadgestaltningen med långa fönsterband och släta putsfält däremellan lämpade sig väl för placering av lysande reklam och huset hade (och har) bra skyltläge mot Norrmalmstorg och Hamngatan. I sin strama funkisarkitektur med ljusskyltar på fönsterbröstningar påminner Citypalatset mycket om en annan av Tengboms byggnader i Stockholms city, Esselte-huset vid Centralplan, byggt 1928-34. Även på den har bröstningsbanden nyttjats för reklamändamål, men de saknar idag (2010) reklam.
Skoman-skylten eller rättare Skoman-skyltarna satt mitt på Citypalatsets fasad mot Hamngatan och Kungsträdgården, i höjd med första våningen, där skokedjan Skoman hade en butik. Över butiksentréns skärmtak stod stort "Skoman" och lite högre upp, på första fönsterbröstningen stod med grönlysande neonrör "alla går till", där sista bokstaven "l" var förlängd till en pil som pekade ner mot entrén. Till höger och vänster om texten kom små köpglada människor (gubbar, gummor och barn) springande, utförda i gula och röda neonrör. År 1963 byttes texten till "allt flera går till", ett litet tillägg som skulle lugna konkurrenterna.
Skoman öppnade den 1 december 1932 som den första butiken att öppna i det nya Citypalatset. År 1993 gick Skoman i konkurs och lokalen vid Norrmalmstorg övertogs av  hamburgerkedjan McDonald's. Restaurangen öppnade den 9 oktober 1993, men lät textremsan med "allt fler går till" inklusive gubbar, gummor och barn stå kvar, nu gick "allt flera" helt enkelt till McDonald's. I samband med en renovering 2003 plockades skylten ner.
En liknande Skomanskylt med springande gubbar, gummor och barn fanns från 1963 även på fasaden till filialen vid Sergelgatan i Hötorgscity i samma stadsdel.
Företaget Skoman finns kvar idag (2020) och har flera butiker i Stockholm och Norrtälje.